# Даяна (Нью-Йорк)
Даяна (англ. Diana) — місто (англ. town) в США, в окрузі Льюїс штату Нью-Йорк. Населення — 1610 осіб (2020).

## Демографія
Згідно з переписом 2010 року, у місті мешкало 1709 осіб у 682 домогосподарствах у складі 475 родин. Було 1201 помешкання
Расовий склад населення:
| - 97,1 % — білих - 0,8 % — корінних американців - 0,4 % — азіатів - 0,1 % — вихідців з тихоокеанських островів - 0,1 % — чорних або афроамериканців |

До двох чи більше рас належало 1,2 %. Частка іспаномовних становила 1,0 % від усіх жителів.
За віковим діапазоном населення розподілялося таким чином: 23,9 % — особи молодші 18 років, 59,5 % — особи у віці 18—64 років, 16,6 % — особи у віці 65 років та старші. Медіана віку мешканця становила 42,8 року. На 100 осіб жіночої статі у місті припадало 95,8 чоловіків;  на 100 жінок у віці від 18 років та старших — 97,1 чоловіків також старших 18 років.
Середній дохід на одне домашнє господарство  становив 51 995 доларів США (медіана — 42 548), а середній дохід на одну сім'ю — 54 936 доларів (медіана — 46 016). Медіана доходів становила 52 765 доларів для чоловіків та 38 672 долари для жінок. За межею бідності перебувало 20,8 % осіб, у тому числі 35,9 % дітей у віці до 18 років та 5,0 % осіб у віці 65 років та старших.
Цивільне працевлаштоване населення становило 614 осіб. Основні галузі зайнятості: освіта, охорона здоров'я та соціальна допомога — 21,5 %, будівництво — 17,1 %, виробництво — 12,2 %, публічна адміністрація — 12,1 %.